# Рим (телесеріал)
«Рим» — історичний серіал, проєкт студії HBO та BBC, на момент зйомок був найдорожчим серіалом в історії світового кінематографу (бюджет фільму становив 100 млн фунтів). Серіал складається з двох сезонів загальною протяжністю в 22 серії. Перший сезон (12 серій) було знято 2005 року. В ньому показане протистояння між Гаєм Юлієм Цезарем і Гнеєм Помпеєм Магном під час громадянської війни (49—45 до н. е.). Головними героями є військовики XIII легіону центуріон Луцій Варіній (Кевін Маккід) і легіонер Тіт Пуллон (Рей Стівенсон).  Зйомки другого сезону (10 серій) було закінчено 2007 року. В ньому описуються події від смерті Цезаря до тріумфу Октавіана Августа над Антонієм. Події серіалу ґрунтуються на реальних історичних подіях, хоч і з певними художніми відхиленнями. Більшість персонажів, зокрема й головні герої, є історичними особами, так Ворена та Пулона Цезар згадував у своїх нотатках про війну з галлами і про громадянську війну.

## Сюжет

### 1 сезон
Юлій Цезар щойно завершив восьмирічну війну проти галлів цілковитою перемогою і розраховує з тріумфом повернутися до Риму. Однак у Сенаті проти Цезаря готується змова. Змовники на чолі з Катоном переконують виступити проти нього Помпея Великого та Цицерона з метою притягнути Цезаря до суду. Щоб убезпечити себе від цього, Юлій висуває свого легата Марка Антнія в народні трибуни, і він зможе накласти «вето» на таке рішення сенату.
Сенат голосує проти Цезаря і оголошує його «ворогом народу і держави», а Антоній не встигає накласти вето, мало того, на нього скоєно напад прибічниками Помпея, після чого він тікає до військового табору Юлія. Цезар вирушає в похід до Риму з XIII легіоном і перехід ним Рубікону означає початок громадянської війни. Легіонери Луцій Варіній і Тіт Пуллон, ветерани Цезаря, самі того не бажаючи, виявляються залучені до справ сильних світу цього.
Цезар йде на Рим, а Помпей виявляється неготовим до протистояння. У поспіху втечі з Риму на південь люди Помпея гублять державну скарбницю, яку знаходить Тіт Пулон. Дійшовши до Риму і виконавши наказ, Луцій Варіній залишає службу, але наказує Тіту передати скарбницю Цезарю. Отримання такого багацтва зміцнило положення Юлія і він вже не поспішає переслідувати Помпея, який перебуває деякий час на півдні Італії. Коли ж Цезар рушає за Помпеєм, той встигає відступити в Грецію і Цезар рушає за ним, залишаючи Антонія керувати Римом. В цей час фінансові справи Луція Варінія йдуть погано, він зазнає великих збитків і вимушено повертається до армії на престижну посаду префекта евокатів.
В Греції Цезар знову не зміг вчасно наздогнати Помпея і той встигає зібрати велике військо, після чого завдає відчутної поразки Юлію. Внаслідок цього сили Юлія виявляються в меншості затиснуті військом Помпея і Цезар кличе Марка Антонія на допомогу. Антоній, після короткого зволікання, вирушає на поміч, але через шторм більшість війська гине у морі, а Луція і Тіта море викидає на безлюдну піщану косу посеред моря.
Цезар, перебуваючи у скрутному становищі і маючи значно меншу армію, все ж таки перемагає республіканців, а сам Помпей втікає. По дорозі він зустрічає Тіта і Луція, які вибралися з коси і допливли до материка. Маючи можливість захопити Помпея в полон, Луцій вирішує не робити цього і відпускає його. Після цього Помпей рушає до Єгипту, де йому відтинають голову люди єгипетського фараона. 
Юлій прибуває до Єгипту, де йому подають голову Помпея. Обурений такими діями щодо громадянина та консула Риму, він розправляється із причетними до вбивства Помпея та втручається у боротьбу за трон Єгипту між братом і сестрою Птолемеєм та Клеопатрою. Цезар дає двом головним героям-легіонерам завдання знайти і врятувати Клеопатру, з чим вони блискуче впоралися. Вибухає повстання невдоволених єгиптян і військо Цезаря опиняється в меншості і оточене в палаці царів Єгипту. Втім, Цезарю вдається придушити повстання і поставити на трон Клеопатру, як свого васала. Вона народжує йому сина, який за сюжетом є дитиною від легіонера Тіта Пуллона.
Кар'єра Луція Варінія йде вгору: з допомогою Цезаря його обирають магістратом. Пуллон через ревнощі до Ірини вбиває слугу Луція, через що друзі сваряться і Варіній виганяє Пулона. Тіт починає заробляти на вбивствах на замовлення, за що опиняється у в'язниці і його засуджують до смерті на арені. У кривавому поєдинку з гладіаторами у критичний момент на допомогу Пуллону приходить Варіній. Битва на арені зробила двох друзів героями, Цезар викликає до себе Луція і робить його сенатором Риму. 
Сервілія, відкинута коханка Цезаря та мати Брута, починає збирати недругів Юлія з метою організувати змову проти нього. Спочатку Брут проти діяльності матері, але згодом пристає на її вмовляння і приєднується до змовників. Гай Кассій Лонгін та Брут готують вбивство Цезаря, але їм заважає Луцій Варіній, який не відступає від Юлія ні на крок. Пуллон просить у Ірини прощення та їде з нею до храму Юнони, щоб очиститися перед богами. В цей день Луцію Варінію розповідають, що його дружина Ніоба зраджувала його і у гніві він залишає Цезаря та поспішає додому. Ніоба падає з балкона і розбивається на смерть. В той же час у Сенаті змовники відволікають Марка Антонія і вбивають Цезаря.

### 2 сезон
Варіній проклинає своїх дітей та друзів і йде з дому. Пуллон дізнається про смерть Цезаря і повертається до Риму. Дітей Луція викрадають у рабство. Друзі вбивають викрадача, але той каже перед смертю, що діти мертві.
Марк Антоній домовляється зі змовниками про те, щоб не оголошувати Цезаря тираном, а потім на похороні палкою промовою запалює натовп ненавистю до вбивць, чим змушує Брута та Касія залишити Рим. Октавіан Август — єдиний спадкоємець Цезаря і за його заповітом хоче отримати свої гроші, але в цьому йому перешкоджає Антоній, що ігнорує вимоги Октавіана. Октавіан позичає велику суму грошей і закладає своє майно для того, щоб виплатити кошти римському народу, як зазначено у заповіті Цезаря. Через це вони сваряться з Марком Антонієм, і Октавіан, збираючи армію, йде. З цього моменту починається їхнє протистояння з Антонієм.
Пуллон одружується з Іриною. Він разом із Варінієм за наказом Марка Антонія очолює банду, що контролює Авентін. Луцій після зникнення дітей поводить себе дуже жорстко і свариться з Тітом, після чого останній з дружиною полишають Рим. Згодом Пуллон повертається, але не застає Луція, бо той приєднався до війська Марка Антонія. Втім, Пуллон зустрічає Лідію (сестру дружини Луція) та дізнається, що діти Варінія живі. Він вирушає до Марка Антонія, який щойно зазнав поразки і відступив на північ. Пуллон знаходить Варінія і вони разом їдуть визволяти дітей. 
Октавіан повертається до Риму, обманює Цицерона і отримує призначення консулом. Після чого змушує сенат оголосити Брута і Кассія вбивцями та ворогами народу і держави. У відповідь Брут та Касій зібрали велику армію для війни з прихильниками Цезаря. Втім, Октавіан та Антоній об'єднується і у битві перемагають змовників, які гинуть.
Тріумвіри Антоній та Октавіан ніяк не можуть дійти згоди у спільному керуванні державою. Щоб зміцнити політичний союз, сестра Октавіана виходить заміж за Антонія. Втім, шлюб виявляється фіктивним і Антоній не бажає дотримуватися його, через що Октавіан виганяє Антонія з Риму у східні провінції.
Рабиня, яка закохалася в Пуллона, вбиває Ірину та її ненароджену дитину. Діти ненавидять Варінія, вважаючи його винним у смерті матері і, з часом, викривають свою ненависть. Побачивши це, Луцій залишає дітей і вирушає на схід разом з Антонієм, який їде до Єгипту. Марк довгий час живе з Клеопатрою і вона народжує від нього двох дітей.
Тріумвіри продовжують керувати поділеною навпіл республікою, хоч і бажають війни. Однак, для цього їм бракує приводу, який би народ вважав законним і підтримав би. Антоній затримує постачання зерна з Єгипту, через що у Римі бідні прошарки населення починають голодувати і від того у місті зростає невдоволення. Щоб спонукати Антонія до відновлення поставок, Октавіан посилає до Єгипту матір Атію (колишню коханку Антонія) та свою сестру Октавію (законну дружину Антонія), але той проганяє їх.
Формальне небажання зустрічатися з дружиною демонструє розірвання союзу. Підливає масла у вогонь оприлюднений Октавіаном заповіт Антонія, в якому він ділить Римську державу між своїми дітьми та Цезаріоном. Оголошується війна між тріумвірами. Пуллон вирушає з Октавіаном на схід.
Після програної морської битви Антоній та Клеопатра тікають до Єгипту, де їх в палаці оточує військо Августа. В безвихідній ситуації коханці скоюють самогубство: Антоній вбиває себе мечем, після чого Клеопатра (зрозумівши, що Октавіан хоче привезти її на та її дітей до Риму як трофеї) вбиває себе за допомогою укусу отруйної змії. Луцій Варіній зникає разом із сином Пуллона, якого всі шукають, вважаючи сином Цезаря. Він зустрічається з Тітом і вони разом намагаються втекти, але потрапляють на римський патруль і в сутичці Луцій Варіній отримує важке поранення. Пуллон відвозить друга в Рим до дітей, щоб попрощатися. Тіт Пуллон повідомляє Октавіану, що Цезаріон мертвий і залишає службу назавжди.

## Акторський склад
- Кевін Маккідд[en] — Луцій Варіній
- Рей Стівенсон — Тіт Пуллон
- Кіаран Гайндс — Гай Юлій Цезар
- Поллі Вокер — Атія
- Макс Піркіс[en] та Саймон Вудс[en] — Октавіан Август
- Кеннет Кренем — Гней Помпей Великий
- Керрі Кондон — Октавія
- Джеймс Пюрфой — Антоній
- Ліндсі Маршал[en] — Клеопатра
- Іен Макніс[en] — оповісник
- Тобайас Мензіс — Марк Юній Брут
- Ліндсі Дункан — Сервілія
- Девід Бамбер[en] — Цицерон
- Аллен Ліч[en] — Марк Агріппа
- Ніколас Вудсон[en] — Поска, слуга Юлія Цезаря
- Карл Джонсон[en] — Катон
- Індіра Варма — Ніоба, дружина Луція Варінія
- К'яра Масталлі[en] — Ірина, подружка Октавії
- Саймон Каллоу — Публій Сервілій
- Лідія Біонді[en] — Мерула